# The Samuel Jackson Five
The Samuel Jackson Five es una banda noruega de post-rock formada en el año del 2003 en la ciudad de Oslo. 
El nombre de la banda se originó por una combinación del grupo musical The Jackson Five y el actor Samuel L. Jackson. 
Se considera en lo largo de su carrera como una de las principales bandas representativas del post-rock noruego.
Sus influencias del grupo son: Pink Floyd, Talk Talk, Nine Inch Nails, Motorpsycho, King Crimson, Yes, Tortoise, Do Make Say Think, Can, Neu!, Eric Satie, At the Drive-In, Battles, Igor Stravinsky, Eric Dolphy, John Coltrane, Bo Hansson, Brian Eno, Motown, Camel, Center Of The Universe, MF Doom, Grizzly Bear, entre muchos otros.
Su álbum "Easily Misunderstood" fue escogido como "Mejor Álbum de Música Instrumental" por el sitio Decoymusic.com en 2006.

## Integrantes

### Formación actual
- Sigmund Bade - bajo, teclados, guitarra
- Thomas Kaldhol - guitarra, bajo
- Stian Tangerud - trompeta, percusión
- Jonny Knutsen - guitarra, bajo
- Thomas Meidell - guitarra, teclados, theremin, sampler, percusión

### Exintegrantes
- Kjetil Gundersen - guitarra, teclados, percusión (2003 - 2007)
- Anders Kregnes Hansen - vibráfono, percusión (2002 - 2003)
- Magne Mostue - vocal, guitarra (2003)
- Thomas Meidell - guitarra, teclados, theremin, sampler, percusión (2003 - 2009), (2011 - presente, se reincorpora al grupo)

## Discografía

### Álbumes de estudio
- 2004: "Same Same but Different"
- 2005: "Easily Misunderstood"
- 2008: "Goodbye Melody Mountain"
- 2012: "The Samuel Jackson Five"
- 2014: "Seasons in the Hum"

### Compilaciones
- 2005: "Metronomicon Audio 2.0 Compilation"
- 2006: "The Silent Ballet & Lost Children: Volume 1"
- 2006: "Prosjekt 101"
- 2006: "Vol. 1: Poetry Without Words"
- 2009: "Metronomicon Audio 4.0 Compilation"
- 2010: "Collection (4 x LP Box Set)"